# Ејкерс Грин (Колорадо)
Ејкерс Грин (енгл. Acres Green) насељено је место без административног статуса у америчкој савезној држави Колорадо.

## Демографија
По попису из 2010. године број становника је 3.007, што је 198 (-6,2%) становника мање него 2000. године.
| Група             | 2000.         | 2010.         |
| Белци             | 2.882 (89,9%) | 2.449 (81,4%) |
| Афроамериканци    | 20 (0,6%)     | 52 (1,7%)     |
| Азијати           | 65 (2,0%)     | 48 (1,6%)     |
| Хиспаноамериканци | 173 (5,4%)    | 369 (12,3%)   |
| Укупно            | 3.205         | 3.007         |